# Đông Cao
Đông Cao là một phường thuộc thành phố Phổ Yên, tỉnh Thái Nguyên, Việt Nam.

## Địa lý
Phường Đông Cao nằm ở phía đông nam thành phố Phổ Yên, có vị trí địa lý:
- Phía đông giáp tỉnh Bắc Giang và phường Tiên Phong
- Phía tây giáp phường Trung Thành
- Phía nam giáp phường Tân Phú
- Phía bắc giáp phường Tân Hương.

Phường Đông Cao có diện tích 6,47 km², dân số năm 2021 là 9.120 người, mật độ dân số đạt 1.409 người/km².

## Lịch sử
Sau năm 1954, địa bàn phường Đông Cao hiện nay khi đó là xã Tân Tiến thuộc huyện Phổ Yên.
Ngày 7 tháng 4 năm 1974, Bộ Nội vụ ra Quyết định số 136/NV đổi tên xã Tân Tiến thành xã Đông Cao.
Ngày 15 tháng 5 năm 2015, thành lập thị xã Phổ Yên trên cơ sở toàn bộ diện tích và dân số của huyện Phổ Yên, xã Đông Cao thuộc thị xã Phổ Yên.
Đến năm 2019, xã Đông Cao được chia thành 24 xóm: Thành, Thượng, Việt Hồng, An Phong, Dỏ, Cò, Đồi, Sắn, Tân Ấp, Đình, Nghè, Trang, Tân Thành, Tân Trung, Dộc, Me, Đông, Trại Cẩm La, Soi, Việt Lâm, Đông Hạ, Trà Thị, Việt Cường, Rùa.
Ngày 11 tháng 12 năm 2019, sáp nhập hai xóm Thượng và Trại thôn Cẩm La thành xóm Thượng Trại, sáp nhập hai xóm Soi và xóm Trại thôn Đông Hạ thành xóm Soi Trại, sáp nhập hai xóm Việt Lâm và Việt Hồng thành xóm Việt Hùng, sáp nhập xóm Tân Trung vào xóm Tân Thành.
Ngày 15 tháng 2 năm 2022, Ủy ban Thường vụ Quốc hội ban hành Nghị quyết số 469/NQ-UBTVQH15 về việc thành lập các phường thuộc thị xã Phổ Yên và thành lập thành phố Phổ Yên, tỉnh Thái Nguyên (nghị quyết có hiệu lực từ ngày 10 tháng 4 năm 2022). Theo đó, thành lập phường Đông Cao trên cơ sở toàn bộ 6,47 km² diện tích tự nhiên và 9.120 người của xã Đông Cao.

## Hành chính
Xã Đông Cao được chia thành 20 xóm: An Phong, Cò, Dỏ, Dộc, Đình, Đông, Đồi, Me, Nghè, Quan Rùa, Sắn, Soi Trại, Tân Ấp, Tân Thành, Thành, Thượng Trại, Trà Thị, Trung, Việt Cường, Việt Hùng.

## Di tích
Trên địa bàn xã Đông Cao có đền Giá, thuộc địa phận xóm Thượng Trại, là một trong số những ngôi đền liên quan đến truyền thuyết Thánh Gióng. Lễ hội đền Giá được tổ chức mỗi năm hai lần: lễ hội chính được tổ chức vào ngày mùng 5 và mùng 6 tháng Giêng Âm lịch. Khu đền có hai toà nhà: Nhà tiền tế ở phía trước rộng 5 gian và hậu cung rộng 3 gian đều có các phần kiến trúc bằng gỗ chạm trổ tinh vi, phong phú với các kiến trúc cuối Lê đầu Nguyễn. Phần tường xây ở hậu cung, đốc nhà…có đắp nổi các hình hoa lá và long, li, quy, phượng.